# Klooga-Aedlinna
Klooga-Aedlinna (est.: Klooga-Aedlinna raudteepeatus) – przystanek kolejowy w Klooga, w prowincji Harjumaa, w Estonii, wybudowany w 1962. Znajduje się na szerokotorowej linii Keila – Paldiski, 38,3 km od dworca kolejowego w Tallinnie. Obsługiwany jest przez pociągi elektryczne Eesti Liinirongid.

## Linie kolejowe
- Keila – Paldiski.